# 지방분권촉진위원회
지방분권촉진위원회(地方分權促進委員會, Presidential Commission for Decentralization)는 지방분권 추진과제의 종합적·체계적·계획적 추진에 관한 사항을 심의하기 위하여 설립되었던 대통령 소속 자문위원회이다. 위원장을 포함하여 10인 이내의 위원으로 구성한다. 서울특별시 종로구 효자로 39 (창성동 117-6) 정부중앙청사 창성동별관 4층에 위치하고 있다.
2013년 5월 28일 지방행정체제 개편추진위원회와 함께 지방자치발전위원회에 통합되었다.

## 설립 근거
- 지방분권촉진에 관한 특별법[8]

## 연혁
1999년 지방이양위원회(2009년 이후 지방분권촉진위원회)가 설립되면서 중앙부처에 집중된 권한이 지방으로 대폭 이양되고 자치입법권이 기틀을 다지게 되었다.
2001년 기준 지방이양사무로 확정된 중앙부처의 사무는 2,980개이고 법령개정 등의 절차가 완료되어 이양이 확정된 사무는 1709개로 알려지고 있다.
- 2004년 1월 16일 지방분권특별법 제정
- 2008년 2월 29일 지방분권촉진에 관한 특별법으로 법명 변경
- 2008년 6월 20일 지방분권촉진에 관한 특별법 시행령 제정 및 지방분권지원단 설치
- 2008년 12월 2일 지방분권촉진위원회 출범
- 2013년 5월 28일 지방행정체제 개편추진위원회와 함께 지방자치발전위원회에 통합됨

## 주요 업무

### 다음 각 항에 대한 심의·의결
- 지방분권의 기본방향설정 및 추진계획의 수립에 관한 사항
- 지방분권 추진과제의 추진에 관한 사항
- 지방분권 추진일정의 세부적인 계획수립 및 시행방안의 마련에 관한 사항
- 위 사항들의 점검 및 평가에 관한 사항
- 그 밖에 위원장이 부의하는 사항

## 조직

### 위원

#### 당연직 위원 (2인)
- 기획재정부 장관
- 행정안전부 장관

#### 기타 위원 (7인)
- 대통령 추천 위원 (1인)
- 국회의장 추천 위원 (2인)
- 전국시도지사협의회장 추천 위원 (1인)
- 전국시도의회의장협의회장 추천 위원 (1인)
- 전국시장군수구청장협의회장 추천 위원 (1인)
- 전국시군자치구의회의장협의회장 추천 위원 (1인)

## 소속 기관
- 지방분권지원단

## 같이 보기
- 지방자치발전위원회
- 한국지방세연구원
- 한국지방행정연구원
- 한국지방자치학회
- 전국시도지사협의회
- 자치입법